# هانبین
هانبین (کره‌ای: 한빈؛ زادهٔ ۱۹ ژانویه ۱۹۹۸) خواننده ویتنامی ساکن کره جنوبی است. او به خاطر حضور در برنامه رقابتی ام‌نت به نام آی-لند شناخته شد، پیش از اینکه عضوی از گروه Tempest شود. او اولین مرد ویتنامی است که آیدل کی-پاپ شده است.